# 荷兰马列主义党

荷兰马列主义党出版的月刊《共产党》

荷兰马列主义党（荷蘭語：Marxistisch-Leninistische Partij Nederland，缩写MLPN）是荷兰情报机关情報安全總局为方便在中华人民共和国从事间谍活动而设立的傀儡组织，对外假扮为亲中的共產党。该党活跃于1968年至1990年代，负责人彼得·博维（Pieter Boevé）以化名克里斯·彼得森（Chris Petersen）担任总书记。
荷兰马列主义党表面上装作奉行马列主义、毛澤東思想，与亲苏联的荷兰共产党对立。彼得·博维曾多次受邀出访中华人民共和国和阿尔巴尼亚社会主义人民共和国，曾受到毛泽东、周恩来和恩维尔·霍查等人的接见。该党的出版物有月刊《共产党》（De Kommunist），实际是由情報安全總局的特工撰写。
1989年柏林圍牆倒塌後，情報安全總局認為荷蘭馬列主義黨已無必要存在，便解散了荷蘭馬列主義黨。彼得·博维於2004年公開了真相。